# Serra del Catllar
La Serra del Catllar és una serra a cavall dels municipis de Queralbs i de Vilallonga de Ter a la comarca del Ripollès, amb una elevació màxima de 2.693 metres.